# Ruta Provincial 8 (Buenos Aires)
La Ruta Provincial 8 es una carretera pavimentada de 45 km de extensión ubicada en el Gran Buenos Aires, en el noreste de la provincia de Buenos Aires, en Argentina. Fue parte de la Ruta Nacional 8 (km 13,40 a 57,10) hasta el año 1988, todavía existen carteles que indican que este camino es ruta nacional.

## Características y recorrido
Como se encuentra en el Gran Buenos Aires, esta ruta no se diferencia en la mayor parte de su recorrido de otras avenidas urbanas.
La ruta comienza en la Avenida General Paz, en el límite con la Ciudad de Buenos Aires. Luego de pasar por zonas fabriles y centros comerciales, este camino pasa por el interior y luego por el límite occidental de Campo de Mayo, donde encuentra una de las más grandes guarniciones militares del país. El camino continúa por el segundo cordón del conurbano, con viviendas más humildes, y finalmente la carretera ingresa en la zona de urbanizaciones cerradas, también denominadas countries. La ruta es atravesada por el Metrobús (carriles y paradas exclusivas para transporte público de pasajeros), a su paso por el Partido de Tres de Febrero y el extremo suroeste del Partido de General San Martín, entre Campo de Mayo y la rotonda de la Ruta Provincial 4 y el Partido de General San Martín, lo que permite la conexión con el Metrobús que corre por la Avenida San Martín, en la Ciudad Autónoma de Buenos Aires. En 2022 se finalizaron las obras al norte de la misma para extender la traza de ruta. Con las obras la ruta incorporó 11 nuevos kilómetros de autopista entre Pilar y Pergamino, alcanzando los partidos Capitán Sarmiento y el acceso a Arrecifes, por donde circulan cerca de 5 mil vehículos por día. Había sido paralizado en 2018 y fue reactivado en mayo de 2020, siendo inaugurado en mayo de 2022.

## Localidades
A continuación se enumeran las localidades servidas por esta ruta.
- Partido de San Martín: Villa Lynch, Villa Chacabuco, San Martín, Villa Yapeyú, Villa Juan Martín de Pueyrredón, Barrio Parque General San Martín y Loma Hermosa
- Partido de Tres de Febrero: Loma Hermosa, El Libertador y Churruca.
- Partido de San Miguel: Campo de Mayo, Bella Vista, Muñiz y San Miguel.
- Límite entre el Partido de San Miguel (al sur) y el Partido de Malvinas Argentinas (al norte): San Miguel (al sur) y Los Polvorines (al norte).
- Límite entre el Partido de José C. Paz (al sur) y el Partido de Malvinas Argentinas (al norte): José C. Paz (al sur), Los Polvorines y Grand Bourg (al norte) y Tortuguitas (en ambos partidos).
- Límite entre el Partido de José C. Paz (al sur) y el Partido del Pilar (al norte): Del Viso.
- Partido del Pilar: La Lonja y Pilar.

## Nomenclatura municipal
Debido a que esta carretera discurre por zonas urbanas, los diferentes municipios dieron nombres a esta ruta:
- Partido de San Martín: Av. del Libertador Gral. San Martín, Av. Guido Spano/República del Líbano, Sadi Carnot/Iturraspe, Av. Dr. Ricardo Balbín (Ex 9 de Julio - Balcarce - Córdoba)
- Partido de 3 de Febrero: Av. Eva Perón.
- Partido de San Miguel: Av. Gral. San Martín, Av. Pres. Arturo U. Illia (Ex Tte. Gral. José F. Uriburu)
- Límite entre los partidos de José C. Paz y Malvinas Argentinas: Av. Pres. Arturo U. Illia. (Ex Tte. Gral. José F. Uriburu)
- Partido de Pilar: Av. Sgto. Cayetano Beliera, Av. José Uriburu, Estanislao López.

## Cruces y lugares de interés
A continuación, se muestra un mapa esquemático que resume el recorrido de esta ruta.
| RMCONTg |

| RMq | RMIdo | RMq |  |  |

| SHOPPING | STR | CONTg | CONTg |  |

|  | TEEaq | TEEe | KRZ | CONTfq |

| STRq | KRZ | STRq | KRZ | STRq |

|  | STR |  | STR |  |

| CONTgq | TEEe | STRq | KRZ | CONTfq |

|  |  | STRq | RMKRZ | CONTfq |

|  |  | CONTgq | RMKRZ | STRq |

|  |  | STRq | RMKRZ | STRq |

|  |  |  | RM |

|  |  |  | RM | HOSPITAL |

|  |  |  | RM |

|  |  | STRq | RMKRZ | STRq |

|  |  |  | RM |

|  |  | STRq | RMKRZ | STRq |

|  |  | RMq | MWNODE | RMq |

|  |  | STRq | RMKRZ | STRq |

|  |  |  | RM | HOSPITAL |

|  |  |  | RM |

|  |  | STRq | RMKRZ | STRq |

|  |  |  | RMTEEaq | STRq |

|  |  | WASSERq | RMoW2 | WASSERq |

|  |  | RMq | RMIdu | RMq |

|  |  |  | TEEaq | STRq |

|  |  | WASSERq | hKRZWae | WASSERq |

|  |  | STRq | TEEeq |  |

|  |  |  | STR |

|  | lDAMPF |  | SKRZ-Go |  |

|  |  | STR+l | TEEe | CONTfq |

| lDAMPF | RM |  |

|  | RMTEEaq | STRq |

|  | RMTEEaq | STRq |

| STRq | RMKRZ | STRq |

| lDAMPF | RM |  |

|  | RMTEEaq | STRq |

| lDAMPF | RM |  |

|  | RMTEEaq | STRq |

| lDAMPF | RM |  |

| lDAMPF | RM |  |

| STRq | MWNODE | STRq |

| SHOPPING | RM |  |

|  | RM |

| HOSPITAL | RM |  |

|  | RM |

| RMq | RMKRZ | RMq |

|  | RM |

| STRq | RMKRZ | STRq |

|  | RM |

| STRq | ABZgr+r |  |

| WASSERq | RMoW2 | WASSERq |

|  | RM |

| STRq | RMTEEeq |  |

|  | RMTEEaq | STRq |

| WASSERq | RMoW2 | WASSERq |

|  | RM |

| STRq | RMKRZ | STRq |

|  | RM |

| CONTgq | ABZq+lr | MWNODE | CONTfq |  |

|  | STR | CONTf |  |  |

| CONTgq | KRZ | CONTfq |  |  |

| STRl | STR+r |  |

| STRq | KRZ | STRq |

|  | TEEaq | STRq |

| RMCONTg | STR |  |

| RMIdo | STRr |  |

| RMCONTf |